# Jean Guillou

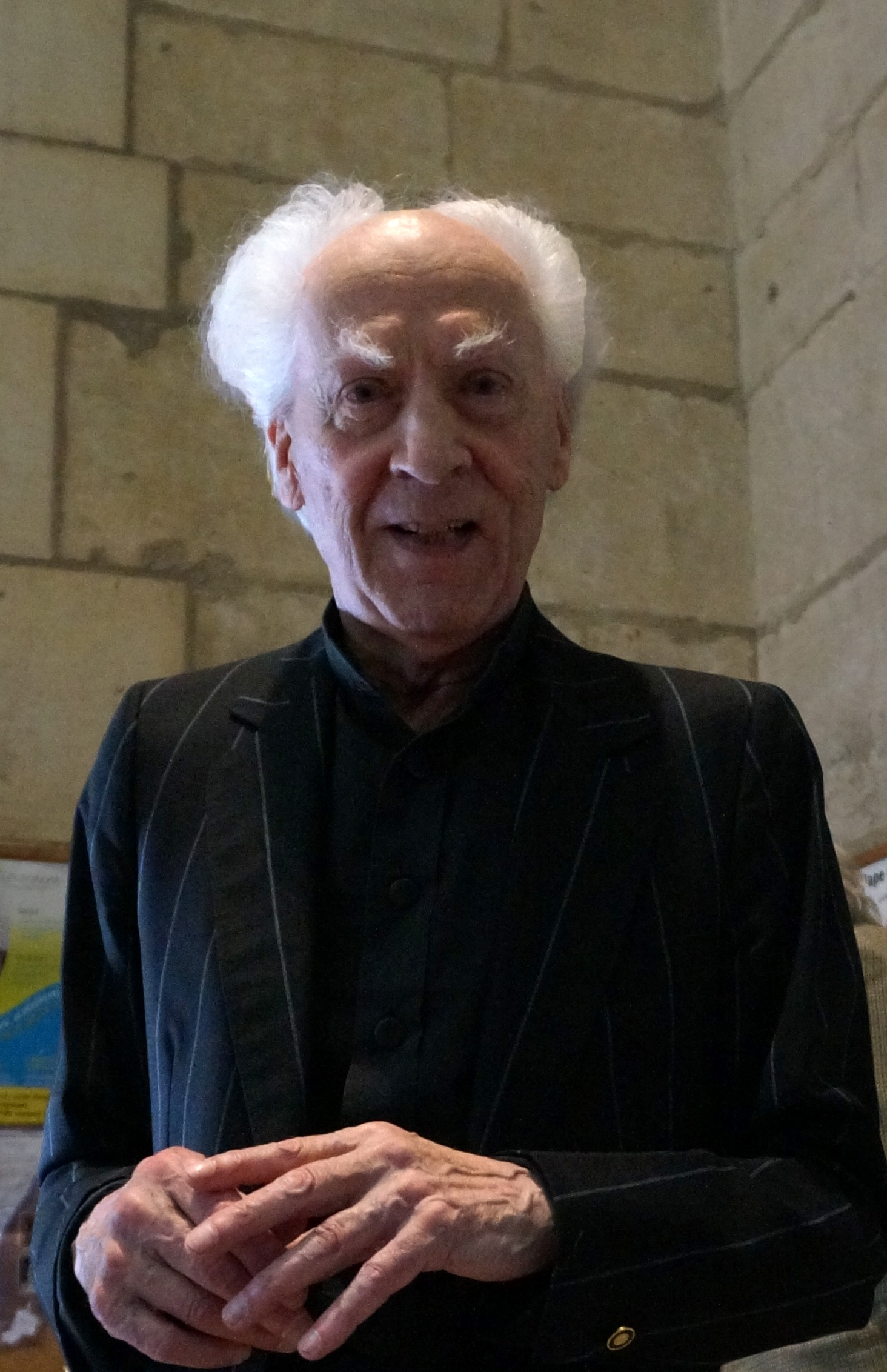
Jean Guillou (2014)

Jean Victor Arthur Guillou (* 18. April 1930 in Angers; † 26. Januar 2019 in Paris) war ein französischer Komponist, Organist, Pianist und Musikpädagoge.

## Leben
Nach autodidaktischen Studien in Klavier und Orgel wurde Jean Guillou mit 12 Jahren Organist an der Kirche Saint-Serge in seiner Heimatstadt Angers. Von 1945 bis 1954 studierte er am Pariser Konservatorium, wo unter anderem Marcel Dupré, Maurice Duruflé und Olivier Messiaen zu seinen Lehrern zählten. Bereits während seines Studiums, 1952, spielte Guillou in der Erskine and American United Church in Montreal (Kanada) die Uraufführung seiner Orgelfassung des Musikalischen Opfers von Johann Sebastian Bach. Von 1955 bis 1958 unterrichtete Guillou als Professor für Orgel am Pontifício Instituto de Música Sacra in Lissabon (Portugal). In dieser Zeit entstanden Guillous erste Kompositionen (Fantaisie op. 1, Colloque Nr. 1 und Teile von Colloque Nr. 2).
1958 unterzog sich Guillou aufgrund einer Asthma- und Tuberkulose-Erkrankung einer längerfristigen Behandlung in der Lungenklinik Heckeshorn in Berlin, gab seine Anstellung in Lissabon auf und ließ sich bis 1963 in der Lindenallee in Berlin-Westend nieder. Während dieser Zeit entstanden nicht nur zahlreiche Kompositionen, sondern auch seine ersten Schallplatten-Einspielungen in der Lutherkirche und in St. Matthias in Berlin-Schöneberg. Darüber hinaus lernte er den Komponisten Max Baumann kennen, der 1962 für Guillou seine ersten Orgelwerke schrieb (Invocation op. 67 Nr. 5, Trois pièces brèves op. 67 Nr. 6, Psalmi op. 67 Nr. 2), und die am 20. Januar 1963 in St. Matthias von Guillou uraufgeführt wurden. 1963 wurde er als Nachfolger von André Marchal zum Titularorganisten an der Pariser Kirche Saint-Eustache ernannt. Am 22. April 1966 debütierte Guillou in der neuerbauten Berliner Philharmonie, wo er in einem Gedenkkonzert zum 50. Todestag von Max Reger dessen Phantasie und Fuge über BACH op. 46 spielte. Am 6. Oktober des gleichen Jahres spielte Guillou in der Berliner Philharmonie die Uraufführung seines Orgelwerkes Pour le Tombeau de Colbert. Auf Empfehlung seines Freundes Karl Richter wurde Guillou 1970 Dozent für Orgel und Improvisation bei den Züricher Meisterkursen, wo er bis 2005 unterrichtete. Am 11. Mai 1979 heiratete er die Hispanistin Suzanne Varga.
Als Konzertorganist und Improvisator trat Jean Guillou weltweit in Erscheinung. Darüber hinaus konzertierte er als Pianist, der die britische und französische Erstaufführung der Klaviersonate von Julius Reubke spielte. Sein Engagement im Orgelbau führte zur Konzeption zahlreicher Instrumente, darunter La Grange de la Besnardière in Villedômer (Kleuker, 1974) Notre-Dame des Neiges in L’Alpe d’Huez (Kleuker, 1978), Notre-Dame des Grâces, Chant d'Oiseau in Brüssel (Kleuker, 1981), Tonhalle in Zürich (Kleuker/Steinmeyer, 1988), Saint-Eustache in Paris (Van den Heuvel, 1989), Konservatorium Neapel (Tamburini/Zanin, 2006), Auditorio de Tenerife (Blancafort, 2004), Sant’Antonio dei Portoghesi in Rom (Mascioni, 2008) und León (Kathedrale, Klais, 2013). Eines seiner Konzepte betraf die „Orgel mit variabler Struktur“ (Orgue à structure variable) mit neun frei aufstellbaren Modulen, die in Fahr- und sogar in Flugzeugen transportiert, und von einem viermanualigen Spieltisch gespielt werden können. Dieses Projekt wurde bislang noch nicht in die Praxis umgesetzt.
Neben seinem umfangreichen und vielseitigen kompositorischen Schaffen hat Guillou zahlreiche Transkriptionen von Orchester- und Klavierwerken für Orgel erstellt. Dazu zählen Werke von Händel, Liszt, Mozart, Mussorgsky, Prokofjew, Rachmaninow, Strawinsky, Tschaikowsky und Vivaldi sowie Orgelfassungen der Goldberg-Variationen und des Musikalischen Opfers von Johann Sebastian Bach.
Vielen seiner Kompositionen liegen Guillous eigene Texte und Gedichte zugrunde; außerdem veröffentlichte er mehrere Bücher, die auch ins Deutsche und Italienische übersetzt worden sind: L'Orgue – Souvenir et Avenir (1978), La Musique et le Geste (2012) und Le Visiteur, Poèmes (2014).
2010 sollte Guillou der französische Verdienstorden der Ritter der Ehrenlegion verliehen werden; er lehnte diese Auszeichnung mit der Begründung ab, Frankreich schenke der klassischen Musik zu wenig Aufmerksamkeit. Am 22. September 2014 erhielt Guillou, nach 51 Jahren Tätigkeit an Saint-Eustache in Paris, den Titel „Organiste titulaire émérite“ und versah seinen Dienst bis zur Karwoche 2015. Im Juli 2015 wurde er zum Honorarprofessor an der Hochschule für Musik Saar in Saarbrücken ernannt. Im März 2018 wurde Guillou vom Royal College of Organists in der Southwark Cathedral in London mit der RCO Medal für seine herausragenden Leistungen als Interpret und Komponist ausgezeichnet („in recognition of distinguished achievement in organ playing and composition“). Noch im Mai 2018 war er als Sachberater in Koper, wo die 1988 von ihm konzipierte Orgel der Tonhalle Zürich in die Kathedrale transferiert und 2020 eingeweiht wird.
Guillou war bis ins hohe Alter als Konzertorganist aktiv, darunter am 18. April 2018 in der Hamburger Elbphilharmonie, am 6. September desselben Jahres im Oratoire du Louvre (sein letztes Konzert in Paris), und am 21. Oktober 2018 in St. Michael in München (sein letztes öffentliches Konzert). Jean Guillou starb am 26. Januar 2019 mit 88 Jahren in Paris; das Requiem fand am 5. Februar 2019 in der Kathedrale Notre-Dame statt. Sein Grab befindet sich auf dem Friedhof Père-Lachaise (Chemin du Quinconce, D1/4547).

## Kompositionen

### Orgel solo
- Fantaisie, op. 1 (1952 komponiert. Mainz: Schott, 2005)
- 18 Variations, op. 3 (1956 komponiert. Mainz: Schott, 2005)
- Sinfonietta, op. 4 (1958 komponiert/2005 revidiert. Mainz: Schott, 2005)
- Ballade Ossianique Nr. 1 ("Temora"), op. 8 (1962 komponiert; 1967 bei Leduc in Paris unter dem Titel „Pour le tombeau de Colbert“ veröffentlicht/2005 revidiert. Mainz: Schott, 2005)
- Toccata, op. 9 (1962 komponiert/2004 revidiert. Mainz: Schott, 2004)
- 6 Sagas, op. 20 (1970 komponiert. Mainz: Schott, 2005)
- Ballade Ossianique Nr. 2 („Les Chants de Selma“), op. 23 (1971 komponiert; im gleichen Jahr bei Leduc in Paris unter dem Titel „Allen“ veröffentlicht/2005 revidiert. Mainz: Schott, 2005)
- La Chapelle des abîmes, op. 26 (1973 komponiert. Mainz: Schott, 2005)
- Scènes d’enfants, op. 28 (1974 komponiert. Mainz: Schott, 2005)
- Jeux d’Orgue, op. 34 (1978 komponiert. Wien: Universal Edition, 1984)
- Suite pour Rameau, op. 36 (1979 komponiert. Boston, MA: Wayne Leupold Editions, 1994)
- Saga Nr. 7, op. 38 (1983 komponiert. Wien: Universal Edition, 1984)
- Sonate en trio No. 1, op. 40 (1984 komponiert. Paris: Durand, 1985)
- Chamades!, op. 41 (1984 komponiert. USA: H. T. FitzSimons, 1984)
- Impromptu für Pedal solo, op. 42 (1985 komponiert. Wien: Universal Edition, 1988)
- Hypérion ou la Rhétorique du Feu, op. 45 (1988 komponiert. Boston, MA: Wayne Leupold Editions, 1996)
- Säya ou "L’oiseau bleu", op. 50 (1993 komponiert. Mainz: Schott, 2004)
- Éloge, op. 52 (1994 komponiert. Boston, MA: Wayne Leupold Editions, 1995)
- Alice au pays de l’orgue für Orgel und Sprecher (Text von Jean Guillou), op. 53 (1995 komponiert. Mainz: Schott, 1998)
- Pensieri pour Jean Langlais, op. 54 (1995 komponiert. USA: H. T. FitzSimons, 1996)
- Instants, op. 57 (1998 komponiert. Mainz: Schott, 2015)
- Pièces furtives, op. 58 (1998 komponiert. Mainz: Schott, 2000)
- Hymnus, op. 72 (in memoriam P. Jaap Reuten) (2008 komponiert. Mainz: Schott, 2009)
- Regard, op. 77 (2010 komponiert. Mainz: Schott, 2013)
- Enfantines, op. 81 (2013 komponiert. Mainz: Schott, 2015)
- Sonate en trio No. 2, op. 82 (2013 komponiert. Mainz: Schott, 2014)
- Sonate en trio No. 3, op. 83 (2013 komponiert. Mainz: Schott, 2014)
- Macbeth – Le lai de l’ombre, op. 84 (2009 komponiert. Mainz: Schott, 2016)
- Psyché, op. 86 (1978–2015 komponiert. Unveröffentlicht.)
- Périple, op. 87 (2016. Unveröffentlicht.)
- Pensieri pour Claude Bernard, ohne Opus (Unveröffentlicht.)

### Orgel mit anderen Instrumenten
- Colloque Nr. 2 für Orgel und Klavier, op. 11 (1956–1964 komponiert/2005 revidiert. Mainz: Schott, 2005)
- Colloque Nr. 4 für Orgel, Klavier und zwei Schlagzeuger, op. 15 (1966 komponiert/2006 revidiert. Mainz: Schott, 2006)
- Intermezzo für Flöte und Orgel, op. 17 (1969 komponiert. Mainz: Schott, 2008)
- Symphonie Initiatique, op. 18:
  - Fassung für drei Orgeln (1969 komponiert. Unveröffentlicht.)
  - Fassung für zwei Orgeln (1990 komponiert. Unveröffentlicht.)
  - Fassung für Orgel mit zwei Spielern (2009 komponiert. Mainz: Schott, 2016)
- Colloque Nr. 5 für Orgel und Klavier, op. 19 (1969 komponiert/2005 revidiert. Mainz: Schott, 2005)
- Sonate für Trompete oder Violine und Orgel, op. 25 (1972 komponiert. Unveröffentlicht.)
- Concerto für Violine und Orgel, op. 37 (1982 komponiert. Unveröffentlicht.)
- Colloque Nr. 6 für Orgel und zwei Schlagzeuger, op. 47 (1989 komponiert. Unveröffentlicht.)
- Fantaisie concertante für Violoncello und Orgel, op. 49 (1991 komponiert. Mainz: Schott, 2009)
- Fête für Klarinette in B oder Violine und Orgel, op. 55 (1995 komponiert. Mainz: Schott, 2008)
- Écho für Flöte, Klarinette, Streichquintett, Chor, Klavier und Orgel, op. 60 (1999 komponiert. Mainz: Schott)
- L’Ébauche d’un souffle (Konzert für Trompete und Orgel), op. 64 (1985 komponiert. Mainz: Schott, 2016)
- Colloque Nr. 7 (Konzert für Klavier und Orgel), op. 66 (1998 komponiert. Mainz: Schott, 2011)
- Colloque Nr. 8 für Marimbaphon und Orgel, op. 67 (2002 komponiert. Mainz: Schott, 2010)
- La Révolte des Orgues für große Orgel, acht Orgelpositive und Schlagzeug, op. 69 (2005 komponiert. Mainz: Schott, 2007)
- Colloque Nr. 9 für Orgel und Panflöte, op. 71 (2008 komponiert. Mainz: Schott, 2009)
- Répliques für Orgel und Positiv, op. 75 (2009 komponiert. Mainz: Schott, 2011)
- Colloque Nr. 10 für Solo-Trompete, Orgel, sechs Trompeten und Schlagzeug, op. 86 (2016 komponiert. Mainz: Schott, 2017)

### Orgel und Orchester
- Inventions (Orgelkonzert Nr. 1) für Orgel und Kammerorchester, op. 7 (1960 komponiert. Paris: Leduc, 1970)
- Concerto héroïque (Orgelkonzert Nr. 2) für Orgel und Orchester, op. 10 (1963 komponiert/2005 revidiert. Mainz: Schott, 2005)
- Orgelkonzert Nr. 3 für Orgel und Streichorchester, op. 14 (1965 komponiert. Paris: Leduc, 1972)
- Orgelkonzert Nr. 4 für Orgel und Orchester, op. 31 (1978 komponiert. Unveröffentlicht.)
- Orgelkonzert Nr. 5 (Concerto "Le Roi Arthur") für Orgel und Blechbläserquintett, op. 35 (1979 komponiert/2010 revidiert. Mainz: Schott, 2012)
- Concerto 2000 für Orgel und großes Orchester, op. 62 (2000 komponiert. Mainz: Schott)
- Orgelkonzert Nr. 6 für Orgel und großes Orchester, op. 68 (2002 komponiert. Mainz: Schott)
- Orgelkonzert Nr. 7 für Orgel und Orchester, op. 70 (2006 komponiert. Mainz: Schott)

### Orchesterwerke
- Triptyque für Streichorchester, ohne Opus (Paris: Leduc, 1965)
- Le Jugement Dernier: Oratorium für Chor, Solisten, Orgel und Orchester, ohne Opus (1965 komponiert. Paris: Leduc, 1966)
- Klavierkonzert Nr. 1 für Klavier und Orchester, op. 16 (1969 komponiert. Paris: Leduc)
- Judith-Symphonie für Mezzosopran und Orchester (Symphonie Nr. 1), op. 21 (1970 komponiert. Mainz: Schott.)
- Symphonie Nr. 2 für Streichorchester, op. 27 (1974 komponiert. Mainz: Schott, 2005)
- Symphonie Nr. 3 ("La Foule") für großes Orchester und zwei Gitarren, op. 30 (1977 komponiert. Unveröffentlicht.)
- Concerto grosso für Orchester, op. 32 (1978 komponiert/2008 revidiert. Mainz: Schott)
- Klavierkonzert Nr. 2 für Klavier und Orchester, op. 44 (1986 komponiert. Mainz: Schott)
- Posaunenkonzert für Solo-Posaune, Blechbläserensemble und zwei Schlagzeuger, op. 48 (1990 komponiert. Mainz: Schott)
- Fantaisie concertante für Violoncello und Orchester, op. 49 (1991 komponiert/2015 revidiert. Mainz: Schott, 2016)
- Fête für Klarinette und Orchester, op. 55 (1995 komponiert. Mainz: Schott)

### Kammermusik
- Sonata Barocca für Klavier, Oboe und Flöte (1944 komponiert. Unveröffentlicht.)
- Colloque Nr. 1 für Flöte, Oboe, Violine und Klavier, op. 2 (1956 komponiert. Mainz: Schott, 2005)
- Cantilia für Klavier, Harfe, Pauken und vier Violoncelli, op. 6 (1960 komponiert. Paris: Leduc, 1968)
- Colloque Nr. 3 für Oboe, Harfe, Celesta, Schlagzeug, vier Violoncelli und zwei Kontrabässe op. 12 (1964 komponiert. Paris: Leduc, 1968)
- Quatuor für Oboe und Streichquartett, op. 22 (1971 komponiert. Mainz: Schott, 2016)
- Cantiliana für Flöte oder Violine und Klavier, op. 24 (1972 komponiert. Mainz: Schott, 2014)
- Poème de la Main für lyrischen Sopran und Klavier, op. 29 (1975 komponiert. Mainz: Schott, 2016)
- Trio für drei Violoncelli (Auszug aus Diderot à corps perdu), op. 59 (1999. Unveröffentlicht.)
- Co-incidence für Violine, op. 63 (2001 komponiert. Mainz: Schott, 2010)
- Epitases, op. 65:
  - Fassung für Pedalklavier (Double Piano Borgato) (2002 komponiert. Unveröffentlicht.)
  - Fassung für zwei Klaviere (2002 komponiert. Mainz: Schott, 2013)
- Chronique für Schlagzeugtrio op. 73 (2009 komponiert. Unveröffentlicht)
- Impulso für Flöte, op. 74 (2009 komponiert. Mainz: Schott, 2015)
- Poème für Klavier zu vier Händen und Schlagzeug, op. 79 (2012 komponiert. Mainz: Schott, 2014)
- Main menue für Mezzosopran und Klavier, op. 80 (2012 komponiert. Unveröffentlicht.)

### Klavier Solo
- Première Sonate, op. 5 (1958 komponiert. Paris: Amphion, 1974)
- Toccata, op. 9b (Transkription für Klavier) (1962 komponiert. Mainz: Schott, 2005)
- Deuxième Sonate, op. 33 (1978 komponiert. Unveröffentlicht.)
- Deux Pièces: Nocturne et Impromptu, op. 56 (1967 komponiert. Mainz: Schott, 2015)
- Augure, op. 61 (1999 komponiert. Mainz: Schott, 2005)
- Valse oubliée, op. 79 (2012 komponiert. Mainz: Schott, 2012)
- Troisième Sonate, op. 88 (2014–2018 komponiert. Unveröffentlicht.)
- Variations, ohne Opus (Unveröffentlicht.)

### Vokalwerke
- L’Infinito für Bass und Orgel (Text von  Giacomo Leopardi), op. 13 (1965 komponiert. Mainz: Schott, 2005)
- Andromeda für Sopran und Orgel, op. 39 (1984 komponiert. Mainz: Schott, 2007)
- Peace für 8-stimmigen gemischten Chor und Orgel, op. 43 (1985 komponiert/2002 revidiert. Mainz: Schott, 2012)
- Aube für 12-stimmigen gemischten Chor a cappella, op. 46 (1988 komponiert. Mainz: Schott, 2016)
- Missa interrupta für Sopran, Orgel, Blechbläserquintett, Schlagzeug und Chor, op. 51 (1995 komponiert. Mainz: Schott)
- Echo für Chor und kleines Orchester (Text von Jean Guillou) (1999 komponiert. Mainz: Schott)
- Ihr Himmel, Luft und Wind für 8-stimmig gemischten Chor (Text von Martin Opitz), op. 76 (2010 komponiert. Mainz: Schott, 2010)
- Stabat Mater für Solisten, Orgel und Orchester, op. 85 (1980–2015 komponiert. Unveröffentlicht.)

### Sonstige Kompositionen
- Diderot à corps perdu (1978 komponiert. Unveröffentlicht.)
- Kadenzen zu Konzerten von Händel, C. Ph. E. Bach, Mozart, Widor (Mainz: Schott, 2017)
- Pièces brèves pour l’émission "Échappée par le ciel" (Unveröffentlicht.)
- Kadenz zu Chromatische Fantasie und Fuge BWV 903 von J. S. Bach (Unveröffentlicht.)

### Transkriptionen für Orgel
- Johann Sebastian Bach: Das musikalische Opfer BWV 1079 (Transkription von 1952. Mainz: Schott, 2005)
- Johann Sebastian Bach: Goldberg-Variationen BWV 988 (Unveröffentlicht.)
- Johann Sebastian Bach: Sarabande aus der Lauten-Partita BWV 997 (Unveröffentlicht.)
- Johann Sebastian Bach: Badinerie aus der Orchestersuite Nr. 2 BWV 1067 (Unveröffentlicht.)
- Johann Sebastian Bach: Air aus der Orchestersuite Nr. 3 - BWV 1068 (Unveröffentlicht.)
- Georg Friedrich Händel: Alla Hornpipe aus der „Wassermusik“ (Mainz: Schott, 2014)
- Franz Liszt: Fantasie und Fuge über B-A-C-H (synkretische Fassung von 1977) (Mainz: Schott, 2005)
- Franz Liszt: Orpheus (Transkription von 1976. Mainz: Schott, 2005)
- Franz Liszt: Prometheus (Mainz: Schott, 2008)
- Franz Liszt: Valse oubliée No. 1 (Mainz: Schott, 2007)
- Franz Liszt: Psalm 13 "Herr wie lange willst du meiner so gar vergessen" für Tenor, gemischten Chor und Orchester (Version mit Orgelbegleitung von Jean Guillou) (Mainz: Schott, 2009)
- Franz Liszt: Tasso (Mainz: Schott, 2012)
- Wolfgang Amadeus Mozart: Adagio et fugue en ut KV 546 (Paris: Amphion, 1974)
- Wolfgang Amadeus Mozart: Adagio et rondo en ut KV 617 (Paris: Amphion, 1974)
- Modest Mussorgsky: Bilder einer Ausstellung (1988 transkribiert. Mainz: Schott, 2005)
- Sergej Prokofiew: Toccata op. 11 (Bonn: Robert Forberg, 1972)
- Sergej Prokofiew: Marsch aus  „Die Liebe zu den drei Orangen“ op. 33 (Bonn: Robert Forberg, 1979)
- Sergej Rachmaninow: Symphonic Dances op. 45: Fassung für Orgel mit zwei Spielern (Mainz: Schott, 2015)
- Robert Schumann: Werke für Orgel (Mainz: Schott, 2006)
- Igor Stravinsky: Drei Tänze aus "Petruschka" (1968 transkribiert. Unveröffentlicht.)
- Peter Tschaikowski: "Scherzo" aus der Symphonie Nr. 6 ("Pathétique") (Mainz: Schott, 2006)
- Peter Tschaikowski: Tanz der Zuckerfee aus der Nußknacker-Suite (Mainz: Schott, 2014)
- Giuseppe Verdi: Quattro Pezzi Sacri (partie d'orchestre)
- Antonio Vivaldi: Concerto en ré majeur RV 230 (Paris: Amphion, 1973)
- Antonio Vivaldi: Concerto d-Moll op. 26/9 (Mainz: Schott, 2014)

## Schriften
- Die Orgel: Erinnerung und Zukunft. Dr. Josef Butz Musikverlag, St. Augustin, 2., erweiterte und durchgesehene Auflage 2005, ISBN 3-928412-01-9.
- La Musique et le Geste. Éditions Beauchesne, Paris 2012, ISBN 978-2-7010-1999-4.
- Le Visiteur, Poèmes. Christophe Chomant Editeur, Rouen 2014, ISBN 978-2-84962-305-3.

## Diskografie (Auswahl)
- Visions Cosmiques (1968). Jeux d'orgue (1969) (Improvisationen von Jean Guillou). Saint-Eustache, Paris. 1 CD. Philipps, 1995.
- Julius Reubke: Sonate über den 94. Psalm und Klaviersonate b-Moll. Trinity Church, New York und Troy Savings Bank Music Hall, Troy. 1 CD. Dorian, 1987.
- Johann Sebastian Bach: Goldberg-Variationen BWV 988 (Orgelfassung von Jean Guillou). Alpe d'Huez. 1 CD. Dorian, 1987.
- Jean Guillou: The Art of Improvisation. Verschiedene Orgeln. 1 CD. Dorian, 1988.
- Modest Mussorgsky: Bilder einer Ausstellung. Igor Strawinsky: 3 Tänze aus "Petruschka" (Orgelfassungen von Jean Guillou). Tonhalle Zürich. 1 CD. Dorian, 1988.
- The great organ of St. Eustache, Paris: Inaugural recording. Saint-Eustache, Paris. 1 CD. Dorian, 1989.
- César Franck: The Organ Works. Saint-Eustache, Paris. 2 CDs. Dorian, 1989.
- Johann Sebastian Bach: L'oeuvre pour orgue intégrale. Saint-Eustache, Paris. 12 CDs. Philips, 2000.
- Pièces pour double piano. Double Piano pédalier (Borgato). 1 CD. Philips, 2002.
- Jean Guillou interprète ses propres oeuvres. Saint-Eustache, Paris und Cleveland Museum. 7 CDs. Decca, 2010.
- Georg Friedrich Händel: Les 16 concertos pour Orgue. Verschiedene Orgeln. 5 CDs. Augure, 2017.
- L'orgue. Souvenir... Saint-Matthias, Berlin, Vol. 1. (Aufnahmen mit Jean Guillou von 2005). 1 CD. Augure.
- L'orgue. Souvenir... Saint-Matthias, Berlin, Vol. 2. (Aufnahmen mit Jean Guillou aus den Jahren 1964 und 1983). 1 CD. Augure.
- Johann Sebastian Bach: Musikalisches Opfer BWV 1079. (Orgelfassung von Jean Guillou). Passacaglia und Fuge BWV 582, Choräle BWV 639, 734, 676, 678 und 680. Bavokerk Haarlem (Aufnahmen von 1980 und 1981). 1 CD. Festivo, 2018.